# I Will Follow Him

I Will Follow Him est une chanson d'abord enregistrée par Paola Neri puis reprise par Little Peggy March en 1963.
La musique est de Franck Pourcel (sous le pseudonyme de J.W. Stole) et Paul Mauriat (qui signe Del Roma). L'adaptation musicale est d'Arthur Altman, les paroles sont traduites en anglais par Norman Gimbel.

## Version de Petula Clark
Elle est traduite de la chanson Chariot, sur des paroles de Jacques Plante et enregistrée en 1962 par Petula Clark, qui est à la première place des hits en France et à la huitième place en Belgique et qui vaut à Petula Clark un Disque d'or. La version Sul mio carro est quatrième en Italie, et sixième en Allemagne sous le titre Cheerio. En revanche, la version anglaise de Petula Clark produite par Pye au Royaume-Uni et par Laurie aux USA ne connaît pas le succès.
En Italie, trois versions figurent dans les hits, traduites et adaptées par Vito Pallavicini et Bruno Pallesi : une chantée par Betty Curtis (place 3), une par Petula Clark (Sul mio carro, place 4) et la version de Franck Pourcel (place 5).

## Histoire
La chanson est enregistrée en 1961 par Franck Pourcel, c'est un morceau instrumental figurant sur le LP de 1961 : Amour, Danse, Et Violons. No.17. Elle paraît en même temps en EP : La Voix de son Maître. Pourcel coécrit la chanson avec son ami le musicien Paul Mauriat, et Raymond Lefèvre pour les arrangements. Cette version originale de Franck Pourcel connaît le succès sur la chaîne TV MOR, et d'autres stations. Paul Mauriat réalise en 1976 une version instrumentale sur un rythme disco avec un synthétiseur Moog.
En 1962, Percy Faith lance un album intitulé Themes for Young Lovers, I Will Follow You est le premier titre de la face A. D'autres hits de l'époque figurent sur l'album, dont Up On The Roof, On Broadway, et Rhythm of the Rain.
La version anglaise chantée par Peggy March, avec Wind Up Doll en face B, est produite par RCA Victor et devient le hit numéro un du Billboard Hot 100 le 27 avril 1963, faisant de Peggy March, alors âgée de 15 ans, la plus jeune femme artiste à parvenir en tête des charts avec un single : sa version est aussi numéro des soul singles charts.

## Dans la culture populaire
- La chanson figure à la fin du film Sister Act (1992) et est interprétée par le chœur des nonnes.
- La chaîne Cartoon Network utilise dans Les Merveilleuses Mésaventures de Flapjack une version modifiée pour l'épisode de la saison 1 Lead 'Em and Weep, le titre I Will Follow Him devenant He Will Follow Me.
- La chanson est présente dans le film américain Une affaire de détails (2021).

## Reprises
- En 1963, Ricky Nelson enregistre une version dans son album  For your Sweet Love.
- En 1964, Judita Čeřovská enregistre le titre en langue tchèque Malý vůz.
- En 1982, la chanson est reprise par la chanteuse néerlandaise José Hoebee, ex-membre du groupe féminin Luv'.
- En 1994, le chanteur espagnol Raphael sort une version en espagnol : La Tierra qu'il reprend avec succès lors de ses tournées jusqu'en 1999.
- Les chœurs de la chanson sont parodiés dans Guilty Conscience d'Eminem et Dr. Dre : « these voices, these voices, I hear them, and where they go I'll follow, I'll follow, I'll follow, I'll follow ».
- Les percussions du morceau sont reprises par le groupe de rock Seether dans Same Damn Life[4].